# Beekman Arms Inn
Beekman Arms Inn, anteriormente conocida como Traphagen Tavern, Bogardus Tavern y Potter's Tavern, y actualmente conocida como Beekman Arms and Delamater Inn, es una posada histórica ubicada en el pueblo de Rhinebeck, Nueva York. Está dentro del distrito histórico de Rhinebeck Village, un distrito histórico agregado al Registro Nacional de Lugares Históricos en 1979 como un área cohesiva de edificios históricos conservados. La posada afirma ser el hotel en funcionamiento continuo más antiguo de Estados Unidos.

## Historia
A principios de 1700, William Traphagen, uno de los primeros colonos de Rhinebeck (entonces un pueblo conocido como Ryn Beck), estableció una posada para viajeros llamada Traphagen Tavern en el pueblo. En 1766, Arent Traphagen, nieto de William Traphagen, trasladó la taberna a su ubicación actual, donde King's Highway se cruzaba con Sepasco Trail. Cuando el invierno cerró el río, el camino era la única vía de viaje. Sirvió como escenario para las diligencias. Se erigieron establos para acomodar el cambio de caballos. Ha permanecido en funcionamiento como hotel desde entonces. Alrededor de 1765, un manantial cerca de la carretera abastecía un pozo que se convirtió en la "bomba del pueblo".
Durante el último tercio del siglo XVIII, la posada, era entonces conocida como la Taberna Bogardus. Arent Traphagen murió en 1769 y la taberna fue comprada por Everardus Bogardus, bisnieto del dominie de Nueva Holanda. Fue sede de muchos líderes de la Revolución Americana, incluidos George Washington, Philip Schuyler, Benedict Arnold y Alexander Hamilton. En 1775, el 4.º Regimiento del Ejército Continental hizo ejercicios en el lote de Bogardus cerca de la taberna.
En 1785, King's Highway era ahora Post Road del país, y en 1788, después de la independencia, el pueblo siguió creciendo. Se organizó la ciudad de Rhinebeck, que contiene el pueblo. La ruta actual de East Market Street se trazó el mismo año durante la construcción de Ulster-Saulsbury Turnpike, que luego se convertiría en la Ruta 308. Everardus Bogardus murió en 1799 y la taberna pasó a su hijo Benjamin.
En 1802, Asa Potter compró la posada a Benjamin Bogardus. En 1804, durante la carrera por gobernador del estado de Nueva York, ambos candidatos tenían sede en Rhinebeck. general morgan lewis tenía la suya en la posada, entonces conocida como Potter's Tavern, y el vicepresidente Aaron Burr tenía la suya al final de la calle en Kip Tavern. Potter murió en 1805. Luego, la taberna pasó a manos del capitán Jacques, un excapitán de balandra fluvial. Seguía siendo una cita para los políticos. Martin Van Buren era un invitado frecuente en la Taberna de Jacques. Beekman Arms Inn
Beekman Arms InnEn 1918, bajo la propiedad de Tracy Dows, la posada se renovó por completo y se agregó un salón de baile. El hijo de Dows, Olin Dows, un artista del ejército de los Estados Unidos que serviría en el teatro de operaciones europeo durante la Segunda Guerra Mundial, recibió el encargo de pintar un mural en la oficina de correos de Rhinebeck que representaba los comienzos de la ciudad. El compañero de clase de Olin en Harvard y amigo cercano, Thomas Wolfe, visitaba la posada con frecuencia, y se dice que sus cinco años de estadías prolongadas en la posada fueron la base de lo que se convirtió en su novela de 1935 Of Time and the River.
En 1957, la posada fue anfitriona del gobernador de Nueva York, W. Averell Harriman, tras la inauguración del puente Kingston-Rhinecliff.
En la década de 1980, se agregó una sala de efecto invernadero al frente del salón de baile. En 1987, la posada era propiedad de Charles LaForge Jr.

## Huéspedes notables
La posada ha sido sede de numerosos eventos históricos locales y nacionales, que incluyen:
- Horace Greeley, Representante de los Estados Unidos y fundador y editor del New-York Tribune, fue un invitado frecuente.[17]
- William Jennings Bryan, candidato demócrata a la presidencia de los Estados Unidos en 1896, 1900 y 1908, habló desde una ventana del segundo piso a una reunión entusiasta en el jardín delantero.[17]
- Benjamin Harrison y su compañero de fórmula, Levi P. Morton, se enteraron de que la convención los había nominado para presidente y vicepresidente mientras se reunían con sus partidarios en la posada en 1888. Harrison se convirtió en el vigésimo tercer presidente de los Estados Unidos en 1889.
- El presidente de los Estados Unidos, Franklin Delano Roosevelt, residente del cercano Hyde Park y huésped frecuente de la posada, concluyó todas las campañas, tanto para gobernador como para presidente, pronunciando un discurso desde el porche delantero de la posada.[14][18][19]